# غوردي هينكلي
غوردي هينكلي (بالإنجليزية: Gordie Hinkle) هو لاعب كرة قاعدة أمريكي، ولد في 3 أبريل 1905 في تورونتو في الولايات المتحدة، وتوفي في 19 مارس 1972 في هيوستن في الولايات المتحدة.